# Fessée érotique

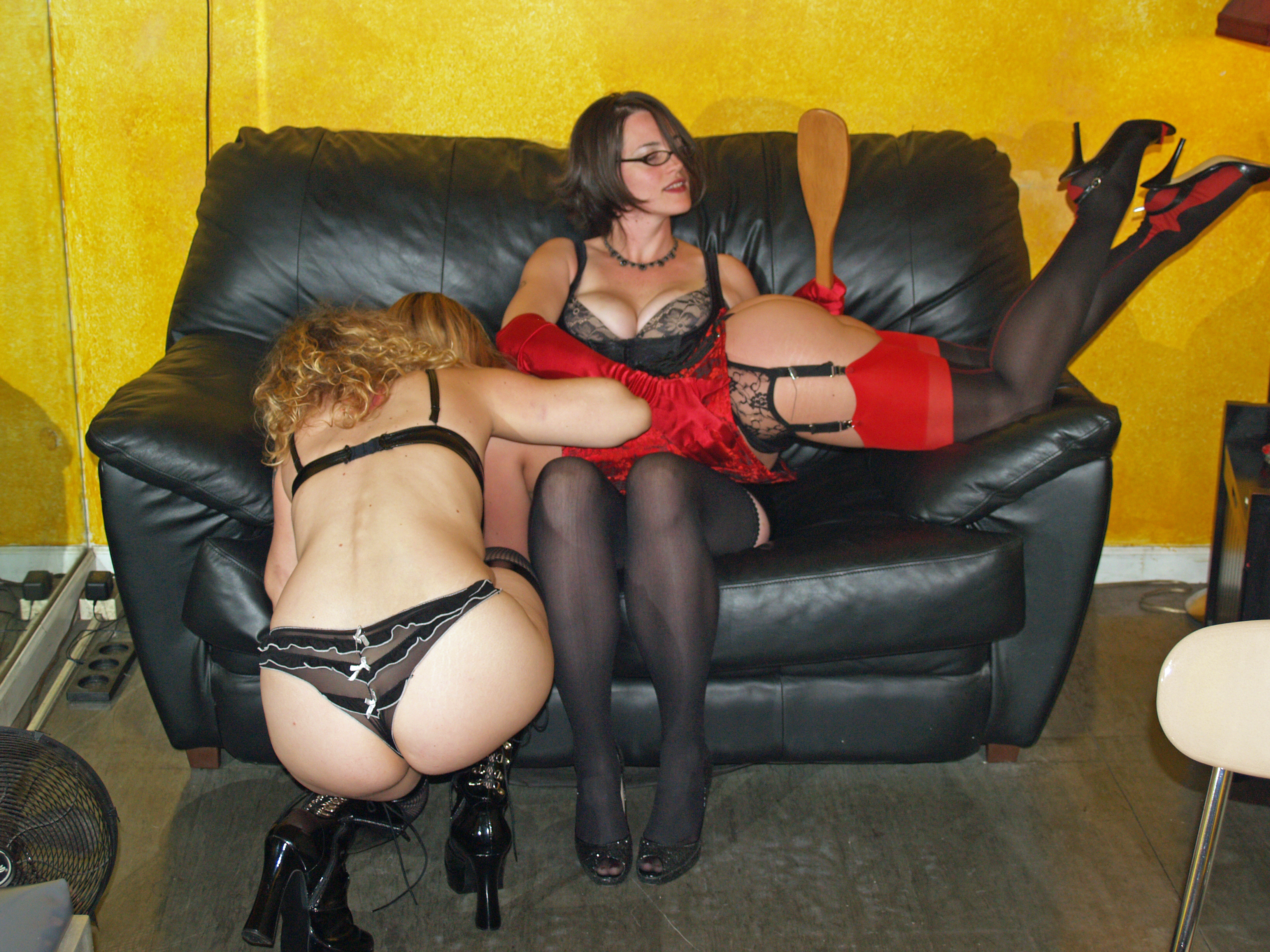
Fessée érotique durant une scène de BDSM, tournée à New York, aux États-Unis.

La fessée érotique est une paraphilie dans laquelle un partenaire (souvent dominant) donne une fessée à un autre partenaire (souvent dominé) dans un but d'excitation sexuelle pouvant conduire à la jouissance.
Ce type d'activité peut varier du jeu de rôle sexuel à la discipline domestique (en) et inclut l'utilisation des mains ou d'une variété accessoires tels que le paddle.
Certaines cultures décrivent la douleur en tant qu'aphrodisiaque. Par exemple, le Kâmasûtra, en particulier, donne des détails spécifiques sur les pratiques de frapper son partenaire durant un rapport sexuel.

## Historique

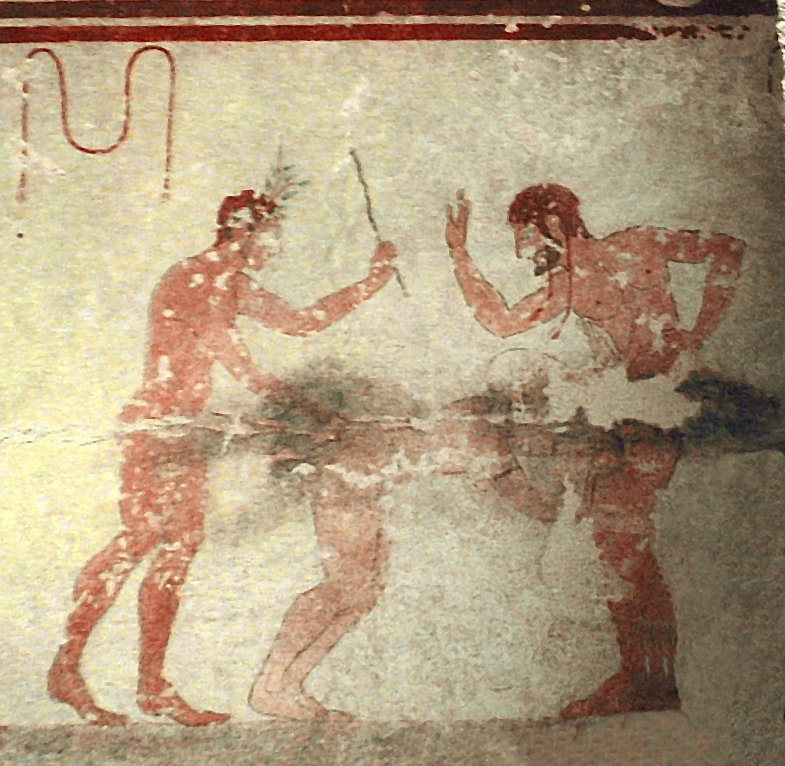
Tombe de la Fustigation, nécropole de Monterozzi, (Italie).

L'une des premières représentations de la fessée érotique date du Ve siècle av. J.-C. Elle a été trouvée dans la Tombe de la Fustigation, une salle funéraire étrusque découverte en 1960.
On trouve des fessées évoquées dans L'Art d'aimer d’Ovide, qui plébiscitait alors la posture adoptée pour fesser (et pour profiter allègrement des courbes des femmes). « La même posture ne convient pas à toutes. Que celle qui brille par les attraits du visage, s’étende sur le dos ; que celle qui s’enorgueillit de sa croupe élégante, en offre à nos yeux toutes les richesses », a-t-il ainsi écrit dans son oeuvre phare.
Jean-Jacques Rousseau rapporte dans Les Confessions le trouble sexuel qu’avaient engendré chez lui les fessées qu'il reçut à l'âge de huit ans de la main de Mademoiselle Lambercier, une femme de trente ans, ce qui eut l'effet inattendu de lui faire découvrir le plaisir sexuel, avait provoqué sa jouissance.
Jean Feixas décrit une large utilisation érotique de la fessée au XVIIIe siècle, la flagellation étant tout particulièrement recherchée par les usagers des maisons closes de l’époque, peut-être émules de Sade : aristocrates, ecclésiastiques ou manants y étaient nombreux à se soumettre à ces pratiques.
Il faut attendre le XIXe siècle pour que l'intérêt porté à la fessée érotique se manifeste pleinement. La représentation des fessées érotiques et des flagellations occupe une place importante dans la pornographie victorienne (voir 1000 Vierges de Michael Koetzle). Des centaines de milliers de gravures, de photographies, et des littératures sur les différentes fantaisies de la fessée érotique ont circulé durant l'ère victorienne, incluant les journaux érotiques tels que The Whippingham Papers (en), The Birchen Bouquet (en), Exhibition of Female Flagellants (en) aux États-Unis, ou l'opéra comique pornographique comme Lady Bumtickler's Revels (en).
Cet intérêt pour la fessée (tant en ce qui concerne la littérature que la photographie) s'est poursuivi au siècle suivant, le début du XXe siècle étant considéré comme l'« âge d'or » de la littérature de la fessée. Cette période de la littérature de la fessée est marquée par trois caractéristiques notables.
- Premièrement, un public plus large a été atteint grâce à la disponibilité d'éditions moins coûteuses et à des tirages plus importants.
- Deuxièmement, de nombreux romans sur la fessée contenaient de nombreuses illustrations (dont beaucoup sont tombées dans le domaine public et sont facilement accessibles en ligne).
- Troisièmement, cette période a vu une augmentation progressive de la production et de la publication de la littérature sur la fessée, qui s'est développée en particulier dans les années 1920 et a atteint son apogée dans les années 1930. Une grande partie de la production de littérature de fessée durant cette période est le fait d'éditeurs, d'écrivains et d'illustrateurs français. De même, dans le contexte de la photographie de la fessée, la France a également été le foyer de la création de beaucoup de contenu, les studios les plus remarquables étant le studio Biederer et le studio Ostra.

Cet « âge d'or » de la littérature (et de la photographie française de la fessée) a pris fin à la suite de la Seconde Guerre mondiale, plus précisément en raison de l'occupation allemande de la France entre 1940 et 1944 et, plus tard, de l'application des lois de censure. Une exception assez notable au déclin de la littérature de la fessée pendant cette période a été le magazine Bondage Bizarre de John Willie (publié entre 1946 et 1959).
Parmi les nombreuses œuvres françaises de l'« âge d'or », peu ont été traduites à l'époque dans d'autres langues dans lesquelles la littérature de la fessée était populaire, à savoir l'anglais et l'allemand, mais à partir du milieu des années 1960, un certain nombre de ces œuvres françaises ont été traduites en anglais et publiées, ces œuvres étant rééditées en français et des œuvres britanniques plus anciennes étant également rééditées. Cette évolution a été facilitée par l'apparition de livres de poche produits en masse et par les modifications apportées aux lois sur la censure.
La libération des mœurs et l’ouverture d’internet vont permettre une large diffusion de la fessée érotique au XXIe siècle. Souvent nommée « spanking-romance » une littérature florissante se développe, principalement aux États-Unis et écrite par des femmes comme par exemple Rachel Kramer Bussel. Auteure principalement de littérature fantastique (comme les Chroniques des vampires) Anne Rice a écrit, d’abord sous le pseudonyme de A. N. Roquelaure, la trilogie Les Infortunes de la belle au bois dormant. une version très érotique de La Belle au bois dormant, la Belle y étant ici systématiquement fessée. Bien qu’elle parle avant tout d’une relation BDSM Maître/soumise, un autre trilogie, Cinquante nuances de Grey de E. L. James. Ce best-seller mondial sera ensuite adapté au cinéma avec un succès équivalent.
Le succès de ces publications a contribué à une large démocratisation de la fessée érotique. Elle devient l’un des ingrédients principaux d’une sexualité libertine et exaltée. Selon une enquête de l'Ifop datant de 2012, 24 % des Françaises affirment avoir déjà reçu une fessée de leur partenaire contre 8 % en 1985.
La journaliste américaine Jillian Keenan s’est fait l’apôtre de la fessée comme pratique sexuelle. Elle a écrit sur ce sujet pour The New York Times, Slate,, et Pacific Standard (en). Alors qu’elle s’oppose à l'utilisation de la fessée comme punition pour les enfants, elle défend la fessée érotique comme une forme d'orientation sexuelle à part entière.

### Arts graphiques
La fessée est représentée dans une célèbre toile de Max Ernst, La vierge corrigeant l’enfant Jésus devant trois témoins : André Breton, Paul Éluard et le peintre (de) (1926). 
La Fessée est un film pornographique français de Claude Bernard-Aubert (avec Antoine Fontaine, Emmanuelle Parèze…) sous-titré La Fessée ou les Mémoires de monsieur Léon maître-fesseur (1976). 
La Fessée est une chanson de Georges Brassens (1966) dans laquelle une fessée est administrée comme châtiment corporel mais se change en pratique érotique. C'est également le titre d'une chanson de la chanteuse Luce (2011) aux paroles volontairement équivoques.
Une des œuvres écrites de Pierre Gripari s'intitule Le Marchand de fessées. Dans cette histoire, un marchand de fessées a la malchance de vivre dans un pays où les enfants ne font jamais de bêtises et où les parents ne punissent jamais leur enfant. Ce qui fait que personne ne lui achète jamais une seule fessée. Pour autant, le marchand de fessées n'a pas dit son dernier mot.
Milo Manara a illustré une œuvre érotique de Jean-Pierre Enard, intitulée L'Art de la fessée.
En 1934, Walter Lantz réalisa un dessin animé intitulé Le Renard et le Lapin. Dans ce dessin animé, un lapereau quitte son école et se retrouve aux prises avec un renard. Seule l'intervention de sa mère lui sauvera la vie. À la fin, la mère et son fils tous deux assis sur un tronc d'arbre abattu rient en voyant le renard s'enfuir poursuivi par un essaim d'abeilles. Mais au bout d'un moment, les sourcils froncés, se souvenant de la désobéissance de son fils, la mère le couche sur ses genoux sans crier gare, déboutonne sa salopette rouge et lui donne une fessée pour le punir de sa mauvaise conduite.

## Positions

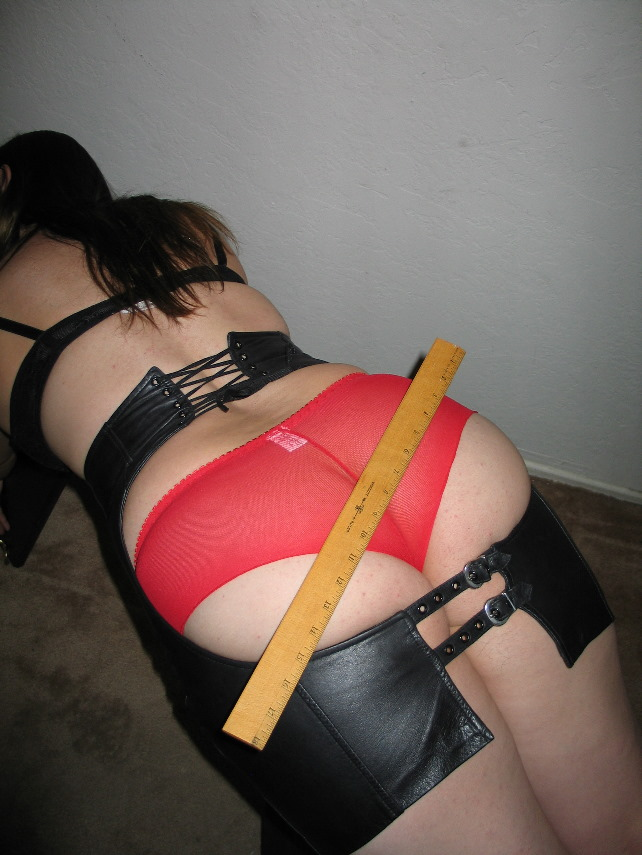
La fessée dans le domaine sadomasochiste.

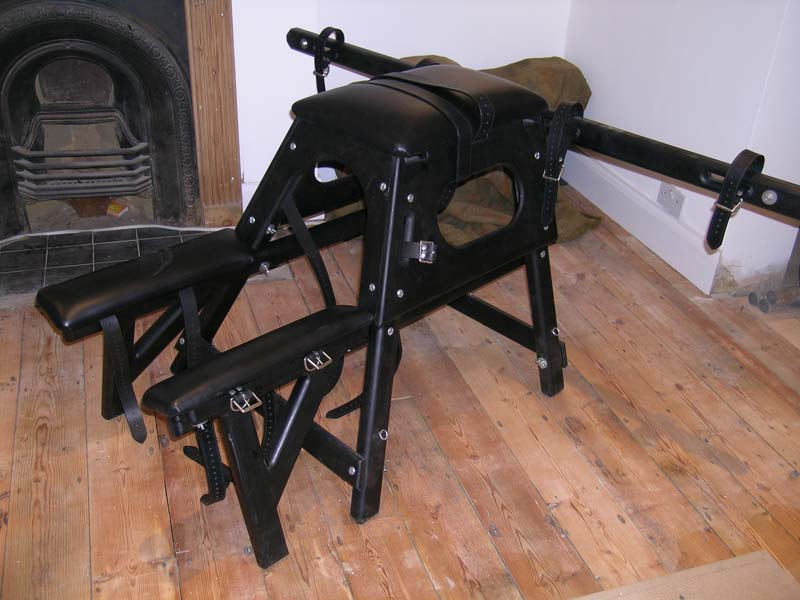
Banc de fessée.

Les positions utilisées pour administrer une fessée incluent :
- Sur les genoux ou entre les genoux
- Penché sur un canapé, une chaise
- À quatre pattes (sur le lit ou le sol)
- Sur l'épaule du partenaire dominant
- La tête du partenaire dominé entre les jambes du dominant
- Le corps du partenaire dominé entre les jambes du dominant
- Agenouillé
- Allongé sur un banc de fessée
- Orteils repliés, plié sur un bureau
- Menotté à un lit
- Attaché à une porte
- Attaché à un arbre ou dans un endroit isolé et sécurisé
- Jambes écartées